# 木星帝国
木星帝国（ジュピター・エンパイア）は、漫画『機動戦士クロスボーン・ガンダム』に登場する木星圏を支配する架空の国家。

## 概要
宇宙世紀が始まり、人類が生活圏を宇宙に拡大し始めて100年以上が過ぎ、木星圏にまでスペース・コロニーを建造するに至る。
木星圏のコロニーは表向きは「公社」であるが、秘密裏に地球圏で戦乱を起こそうとする者に武器の供与や経済援助をおこなう。そして、総統クラックス・ドゥガチの指揮のもと、軍事国家として地球侵攻作戦を画策する。
かなり厳しい階級制がとられているらしく、軍人、工作員は手の甲にナンバーが刻印されていて、その階級差、権限は絶対である。一般市民であっても水や空気の割り当てが決まっていて、たとえ瀕死の病人であったとしても割り当てを超えた消費は許されず、他者に譲り渡す事も禁止されている。ドゥガチの跡を継いだカリスト兄弟は「実験室で生まれた」と語っており、新生児の出生数も厳しく規定されていると考えられる。また人命と物資の主客が逆転しており、戦闘で機体を失うも生還したパイロットたちを「貴重なマシンを損失し、軍規を犯した」とした理由で銃殺刑とした在り様を映像で公開したり、捕虜となったトビア・アロナクスの処刑を政治ショーにするなど、恐怖政治によって市民を統制する手法は後のザンスカール帝国を彷彿させる面がある（なお『ゴースト』の設定では、ザンスカール帝国宰相フォンセ・カガチとドゥガチに繋がりがあり、ドゥガチの内縁の息子であるキゾを預かっている）。ただし、帝国に潜入したトビア・アロナクスやキンケドゥ・ナウを匿った人達がいた事や、少数ではあるがレジスタンスが存在していた事からも、表向きは忠誠を誓っていても木星圏の市民すべてがドゥガチを支持している訳では無い。
生活スタイルは無重力状態を基本とするもので、重力の存在する時間は長くない。そのため、地球の重力について本質的に理解していない人物が多く、地上用として製作されていながら重力下での運用において欠点がある機体も見受けられる。
なお『機動戦士ガンダム』をはじめとする宇宙世紀作品には、木星と地球圏を往復してヘリウム3を輸送する木星船団が存在するが、木星帝国との関係性は語られていない。

## 木星戦役
武力を伴った戦闘こそ無かったが、木星帝国は地球侵攻の準備を宇宙世紀0120年代には開始しており、コスモ・バビロニア建国戦争の裏でも暗躍していた。0130年代に入ると、帝国の野望を察知した宇宙海賊クロスボーン・バンガードが海賊行為に偽装したレジスタンス活動を開始。木星圏で小規模の紛争が相次いだ。
宇宙世紀0133年、地球親善訪問を謳ったジュピトリス9の地球圏到着を以って、帝国は地球連邦政府へ宣戦布告。デス・ゲイルズによる奇襲等で戦局を優位に進め、地球上の主要拠点を占領下に収める。地球侵攻の総仕上げとして、クラックス・ドゥガチは地球全土への全面核攻撃を実行に移すが、宇宙海賊クロスボーン・バンガードと一部の連邦軍部隊を中心とした抵抗勢力の反撃に遭う。更に、各スペース・コロニー軍の予想よりも遥かに早い軍事介入により計画は失敗（木星帝国側は、地球連邦滅亡までコロニーは動かないと踏んでいた）。総統ドゥガチや重鎮カラスといった中心人物が戦死した事により、戦闘は終結した。その後、地球連邦の査察が木星コロニーに入り、帝国は一旦解体された。

## 神の雷計画
地球連邦の査察により帝国は壊滅したと思われていたが、新総統となったカリスト兄弟の下で秘密裏に組織を再建。宇宙世紀0136年に「神（ゼウス）の雷計画」を決行する。これはコロニーレーザー「シンヴァツ」で遠く離れた木星から地球を直接砲撃するというもので、ドゥガチ前総統が計画していたものの、自身の寿命がコロニーレーザーの完成に間に合わないと判断して放棄したものである。
宇宙空間はレーザー光線を減衰させるような物質も障害物も基本的には存在せず、よって木星から地球に直接レーザー砲撃を行うのも可能である。計画では第1射で連邦首都を攻撃し、地球の自転に合わせて2時間に1射、計12回の照射を行い、それによって着弾地点は直径6キロメートルのレーザー光に焼かれ、それによって発生した熱量による二次三次被害は想定しきれるものではない。この情報が地球圏にもたらされたのは計画実行の2週間前であった。これは当時の一般的な惑星間航行技術ではけして間に合わない時期であったが、宇宙海賊クロスボーン・バンガードは当時はまだ試験段階であったミノフスキー・ドライブを利用することで解決した。
計画は順調に進行しているかのように思われたが、シンヴァツ発射まで数十分を切ろうとしていた時に、脱走兵であるエウロペ率いる7機の精鋭部隊が「鋼鉄の7人」作戦を決行し地球より襲撃。第1射の発射は阻止できなかったものの、ギリの命がけの行動により発射角度をわずかにずらし、レーザーの第一射は地球への命中コースを外れた後、シンヴァツは破壊され2射以降の発射が不可能になり計画は失敗。陣頭指揮をとっていたカリスト兄弟は戦死し、更にその間隙をついたレジスタンスにより指揮系統を掌握され、帝国は事実上瓦解した。
その後は、「鋼鉄の7人」作戦の実行メンバーの一人であり、生還者であるミノル・スズキと、彼と結婚したローズマリーが木星の査察官に就任し、残存勢力の掃討・監視に当たった。また、ドゥガチが生前に構成していた政治団体は完全に解体されていたが、資産の一部は残され、ドゥガチの娘であるテテニス・ドゥガチが引継ぐこととなる。
余談だが、後日この計画の報告を受けた連邦政府は首都中枢を月面に移転する計画を進めている。位置はどのサイドからも「直接的な攻撃は出来ない場所」とされた。

## 以降の時代
『ゴースト』では神の雷計画の後が描かれている。木星帝国は共和制の「木星共和国」となっており、テテニスが引き継いだドゥガチの遺産を運用する団体は「ユピテル財団」として活動している。なお、ミノルは神の雷計画の5年後に死去し、ローズマリーは地球圏に帰還したというのもあり、政治と監視はテテニスと彼女の関係者が担っており、カーティス・ロスコへと成り替わっていたトビアが木星の諜報機関および特殊部隊である「蛇の脚（セルピエンテ・タコーン）」を率いて裏からそれを支えていた。
ジャック・フライデイとその妹やヌブラード兄妹がストリート・チルドレンであったことから、一時は家族単位の生活もままならない状態の木星コロニーであったが、テテニスはユピテル財団の資産を用いて木星の生活基盤の改善に取り組んでその手腕を発揮し、『ゴースト』の時代（宇宙世紀150年代）には大幅に生活環境が改善されて食料などの生産も安定、配給制が取り止められた上でそれらを必要としなくても国民の生活が成り立つにまで国力を得た。一方、かつての帝国の時代のタカ派も現存してドゥガチを今なお支持しており一枚岩とはなっておらず、軍部のサーカスらが地球圏への侵攻も視野に入れた新兵器を開発している（共和国政府は、それらのガス抜きおよび高い要求を出して開発を難航・頓挫させる事を狙って承諾したが、成果が挙がってしまうという予想外の結果となった）などタカ派も活動に力を入れていて、監視やけん制を続けている状態である。
上述のようにフォンセ・カガチは彼が木星船団出身であったため、テテニスは彼がサイド2の有力者となった時点から友好関係を結ぼうとしており、後にザンスカール帝国の最終兵器として使われることとなるエンジェル・ハイロゥの正体とは、両国の友好の一環としての「10万人を搭乗させることができる木星への巨大移民船」をテテニスを騙して木星側に建造させ、カガチがそれを地球圏に持ち込み兵器利用したものとされている。
更に時代を経た『DUST』（宇宙世紀160年代後半）では政治闘争の結果・タカ派が主導権を取り、テテニスを始めとしたハト派有力者は軟禁された状態だが、地球圏から圧倒的距離を隔てていることを利点として戦乱には表立って介入しないことで非常に安定した立場を得ている（裏では宇宙に上がりたい者と工作員の入れ替えによる潜入を進めている）。地球圏の工業力や開発力が低下しているのに対して、木星圏の膨大な資源力を背景に産業は著しい発展を遂げて高い技術力を保持しており、個人向けにデチューンした新造MSの販売や、すでに地球圏では技術的な模倣すら不可能となりつつあるMSのレストアも行うなど、太陽系全域へ広がりつつある宇宙社会の中心的存在となりつつある。

## 代表的な人物
- クラックス・ドゥガチ
- テテニス・ドゥガチ/ベルナデット・ブリエット
- ザビーネ・シャル
- カラス
- ギリ・ガデューカ・アスピス
- ローズマリー・ラズベリー
- バーンズ・ガーンズバック
- 光のカリスト/影のカリスト
- エウロペ・ドゥガチ
- フォンセ・カガチ